# Malaga (Speiseeis)

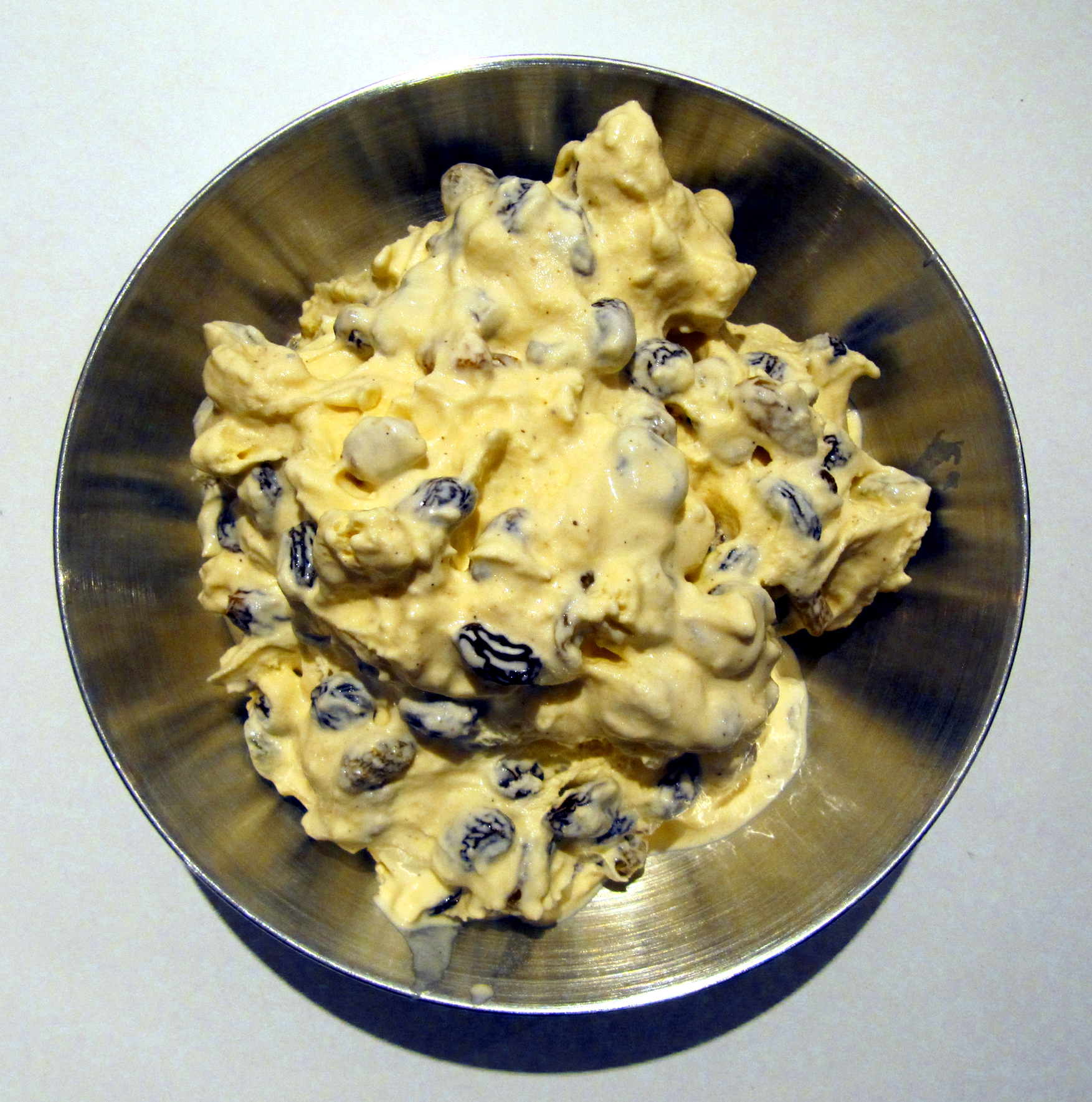
Malaga-Eiscrème in einer Metallschüssel

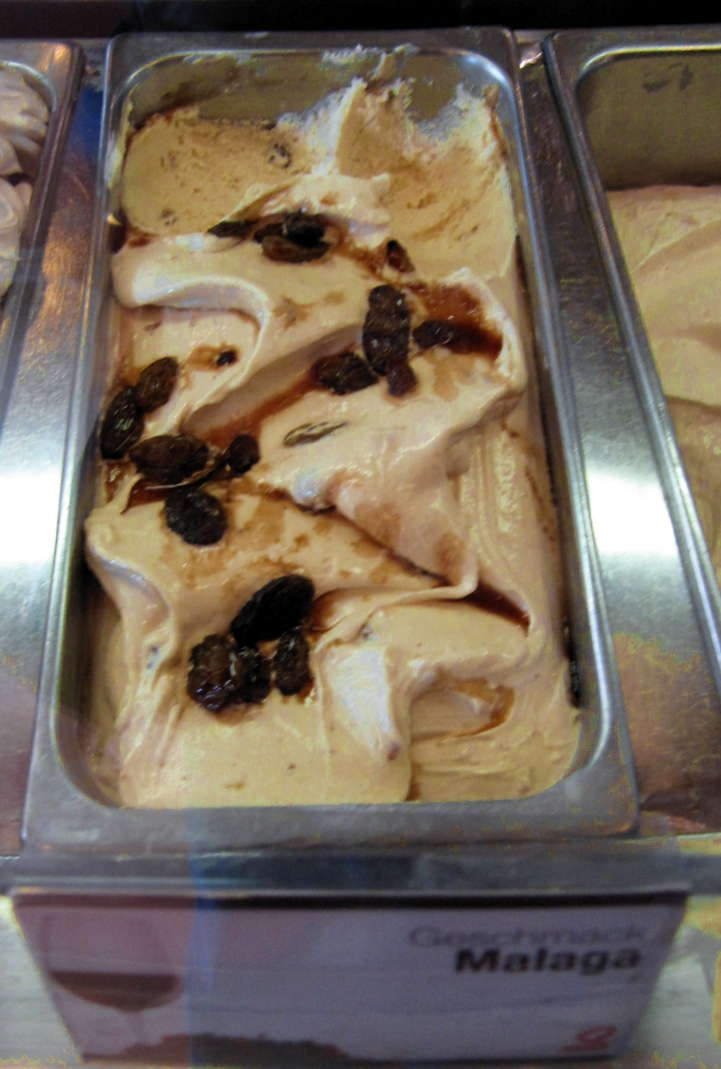
Die Eissorte „Malaga“ im Angebot einer deutschen Eisdiele

Malaga ist eine Speiseeis-Sorte auf der Basis von Sahne, Zucker und Eiern. Das Besondere dieser Eissorte ist die Zugabe von Rosinen, die zuvor in Malagawein, einem süßen Dessertwein, eingelegt wurden. Bei industriell bzw. kommerziell produzierten Varianten wird der Malagawein gelegentlich durch Rum ersetzt.
Nach Eigenangabe wurde die Eissorte Anfang der 1970er Jahre in der Eisdiele „Heladeria Mira“ in Málaga von Prudente Dimas Mira erfunden. Demnach besteht das Urrezept lediglich aus den drei Zutaten Milch, Rosinen und Malagawein, basiert also auf einer spanischen Milcheisrezeptur (im Gegensatz zu italienischem Eis, das Sahne enthält). Insbesondere Ende der 1970er Jahre und Anfang der 1980er Jahre wurde es zu einer Trend-Eissorte in Deutschland für Erwachsene.